# New Incentive
New Incentive est le premier enregistrement comme leader de Steve Williams, qui fut le batteur de Shirley Horn pendant plus de 25 ans.

## Histoire
Sorti en 2007 chez Elabeth, il recueille une presse très louangeuse aussi bien en Europe qu'en Amérique du Nord ou en Asie, aussi bien dans la presse généraliste (The Washington Post, Les Échos) que dans la presse spécialisée (JazzTimes, Jazz Hot, Jazzman, Jazz Magazine).

## Composition
Steve Williams y est accompagné par Olivier Hutman (p), Michael Bowie (b), Donvonte McCoy (t), et Antoine Roney (s). John Hicks, Gary Bartz et Roy Hargrove y sont invités. Renaud Czarnes, dit même le 26 janvier 2007 de ce disque qu'il « est une splendeur ». La formation sonne et swingue merveilleusement. Elque dans la presse spécialisée JazzTimes, Jazz Hot, Jazzman, Jazz Magazine. Steve Williams y est accompagné par Olivier Hutman (p), Michael Bowie (b), Donvonte McCoy (t), et Antoine Roney (s). John Hicks, Gary Bartz et Roy Hargrove y sont invités.

## Citations
- Renaud Czarnes (26 janvier 2007) dit de ce disque qu'il « est une splendeur. La formation sonne et swingue merveilleusement. Elle ressuscite le genre d'émotions que l'on n'éprouve guère qu'à l'écoute des grandes sessions des années 60. (...) Les compositions (...) sont éblouissantes(...) On se prend à les fredonner. (...) Il est de ceux qui donnent la force de se lever le matin et l'envie de prolonger la nuit ».